# Darcs
Darcs — розподілена система керування версіями, розроблена Девідом Раунді (англ. David Roundy). Дві особливості Darcs відрізняють її від CVS:
1. кожна копія дерева файлів є повноцінним репозиторієм, що дозволяє підтримувати декілька різних версій файлів в різних каталогах,
2. латки (англ. patch) глобальні в межах репозиторію, а порядок застосування латок може бути змінено відповідно до правил теорії латок (англ. theory of patches).[2]

Назва системи є акронімом від англ. David's Advanced Revision Control System (покращена система керування версіями від Девіда), але зазвичай пишеться малими літерами (darcs) за винятком початку речення.